# Rick Huxley
Richard (‘Rick’) Huxley (Dartford (Kent), 5 augustus 1940 – 11 februari 2013) was een Engelse basgitarist. Hij maakte deel uit van The Dave Clark Five, een populaire groep in de jaren zestig van de 20e eeuw.

## Levensloop
Rick Huxley werd geboren in Dartford in een gezin van drie kinderen. Na zijn schooltijd werkte hij korte tijd als lichtontwerper. In zijn vrije tijd ging hij als gitarist spelen in amateurbandjes. In 1958 trad hij toe tot ‘The Dave Clark Five with Stan Saxon’, de voorloper van The Dave Clark Five. Na Dave Clark was hij daarmee het oudste lid van de band. In 1959 stapte hij over van gitaar op basgitaar. The Dave Clark Five with Stan Saxon veranderde nogal eens van samenstelling. In 1960 kwam Mike Smith erbij, in 1961 Lenny Davidson. In 1962 stapten de saxofonisten Stan Saxon en Jim Spencer op, en werden ze vervangen door één saxofonist: Denis Payton.
De samenstelling van de groep bleef nu tot 1970 ongewijzigd: Dave Clark (drums), Mike Smith (zang en eerst piano, maar na 1962 keyboard), Denis Payton (saxofoon), Lenny Davidson (gitaar) en Rick Huxley (basgitaar). Na het vertrek van Saxon en Spencer veranderde de groep ook zijn repertoire: van jazz en dansmuziek naar popmuziek.
Dave Clark was de onbetwiste leider van de groep. Hij maakte de afspraken voor optredens en regelde de platenopnamen. Hij zorgde ook dat hij de rechten van die opnamen had. Hij componeerde de meeste liedjes die de groep opnam. Soms deed hij dat samen met een ander lid van de band. Alleen Huxley schreef geen liedjes. Behalve Mike Smith zongen ook Lenny Davidson en Denis Payton weleens solo. Rick Huxley deed dat nooit. Wel zong hij mee als de hele groep zong.
The Dave Clark Five scoorde een reeks grote hits, zowel in Groot-Brittannië als in de Verenigde Staten. Platen als Glad All Over, Bits and Pieces en Over and Over werden grote successen. Tussen 1964 en 1967 toerde de groep intensief door beide landen. De basgitaar van Rick Huxley is op alle opnamen prominent aanwezig. Bij The Dave Clark Five was de basgitaar niet alleen maar een begeleidingsinstrument, maar een essentieel onderdeel van de ‘sound’.
In de begintijd van de groep was Huxley’s vrouw Ann de drijvende kracht achter de fanclub. Later moest daarvoor een professionele kracht worden aangetrokken.
In 1970 ging de band uit elkaar. Huxley speelde een tijdlang als invaller in diverse bandjes, waaronder The Barron Knights. Daarna begon hij een winkel in audio-apparatuur van het merk Vox. Later werd hij mede-eigenaar van Music Equipment Ltd., een groothandel in audio-apparatuur. In de laatste jaren van zijn werkzame leven werkte hij bij een groothandel in elektronica.
Huxley overleed op 11 februari 2013 aan emfyseem, een jaar na zijn vrouw Ann. De oorzaak was waarschijnlijk overmatig roken. Hij liet drie kinderen na.

### Hall of Fame
Op 10 maart 2008 werd The Dave Clark Five opgenomen in de Rock and Roll Hall of Fame in Cleveland. De drie toen nog levende leden van de groep: Dave Clark, Lenny Davidson en Rick Huxley, waren bij de plechtigheid aanwezig. Denis Payton en Mike Smith waren toen al overleden.